# Knud Hertling
Knud Ludvig Johannes Hertling (født 7. januar 1925 i Paamiut (dansk: Frederikshåb), Grønland, Kongeriget Danmark, død 25. oktober 2010) var en grønlandsk-dansk politiker (Socialdemokratiet) og minister.
Hertling blev født og voksede op i Grønland. Han flyttede til Danmark i 1945 hvor han blev student fra Metropolitanskolen i 1949 og jurist fra Københavns Universitet i 1956. Herefter arbejdede han som sekretær i Ministeriet for Grønland.
Han blev valgt til Folketinget i Grønland i 1964. Han var teknisk set løsgænger i  Folketinget, men tilsluttede sig Socialdemokratiets gruppe. Han stiftede i 1969 partiet Sukaq, det første politiske parti på Grønland.
Hertling var grønlandsminister i regeringerne Jens Otto Krag III og Anker Jørgensen I fra 11. oktober 1971 til 19. december 1973. Da han blev udnævnt til minister nedlagde han Sukaq som da stadig var det eneste parti i Grønland, for som minister at kunne samarbejde med alle i Grønland. Han meldte sig ind i Siumut da det blev stiftet nogle år senere.
Efter han forlod Folketinget arbejdede Hertling i Den Kongelige Grønlandske Handel til han blev 60 år.